# Георг III (Тюбинген-Лихтенек)
Георг III фон Тюбинген-Лихтенек (на немски: Georg III von Tübingen-Lichteneck; † сл. 7 февруари 1570, дворец Валденбург) е граф на Тюбинген и господар на замък Лихтенек при Кенцинген.

## Живот
Той е единственият син на граф Конрад IV фон Тюбинген-Лихтенек († 1569) и вероятно на втората му съпруга Катарина фон Валдбург цу Волфег-Цайл (* 2 февруари 1522; † сл. 5 август 1575), дъщеря на наследствения трушсес Георг III фон Валдбург-Волфег-Цайл (1488 – 1531) и Мария фон Йотинген-Флокберг (1498 – 1555). Вероятно е син от първата съпруга на баща му графиня Йоана фон Цвайбрюкен-Бич (* 10 юни 1517), дъщеря на Райнхард фон Цвайбрюкен († 1532) и Анна фон Даун-Салм-Кирбург († 1541). Внук е на граф Георг I фон Тюбинген († 1507).
Брат или полубрат е на Агата фон Тюбинген (1533 – 1609), омъжена на 20 ноември 1554 г. в Хойхлинген за граф Еберхард фон Хоенлое-Валденбург (1535 – 1570).
През заговезните на 7 февруари 1570 г. той празнува карнавал при сестра си Агата в дворец Валденбург. Един костюм се подпалва. Георг III фон Тюбинген-Лихтенек умира в пожара заедно с много от гостите.

## Фамилия
Георг III се жени на 14 ноември 1564 г. за графиня Валпургис фон Ербах (* 13 февруари 1545; † 1592), дъщеря на граф Еберард XII фон Ербах († 12 юли 1564) и вилд и райнграфиня Маргарета фон Даун († 5 април 1576). Те имат пет деца:
- Еберхард фон Тюбинген-Лихтенек († 12 септември 1608), женен на 11 януари 1597 г. за Елизабет фон Лимпург (* 30 август 1578; † 1632)
- Конрад VI фон Тюбинген-Лихтенек († 24 юни 1600), баща на граф Йохан Георг фон Тюбинген (1594 – 1667)
- Алвиг фон Тюбинген-Лихтенек († 25 октомври 1592, Страсбург)
- Херман фон Тюбинген-Лихтенек († 1591/1585, Падуа)
- Георг IV фон Тюбинген-Лихтенек (* 1570; † 1591/19 февруари 1587)